# Ryomyong Street 55-Storey Building
Le Ryomyong Street 55-Storey Building est un gratte-ciel construit en 2017 de 210 mètres à Pyongyang en Corée du Nord. 